# هوب (فلم)
هوب (بالإنجليزية: Hop) هو فيلم حركة تم إنتاجه في الولايات المتحدة وصدر في سنة 2011. من بطولة راسل براند وجيمس مارسدن وكالي كوكو وهانك آزاريا وغاري كول.

## القصة
يتناول فيلم Hop قصة أرنب مراهق يُدعى إي. بي. وفي عشية توليه إدارة أعمال العائلة، هرب إي. بي. إلى هوليود لتحقيق حلمه في أن يصبح عازفاً على الطبول، وفي طريقه إلى نيويورك يقابل فريد العاطل ذو الأهداف الخيالية الذي يصدم إي. بي. بسيارته عن طريق الخطأ، بعدها تبدأ المغامرة باستضافة إي. بي. في منزل فريد ليفاجأ فريد بأسوأ ضيف دخل بيته على الإطلاق.

## الميزانية والإيرادات
بلغت تكلفة إنتاج الفيلم حوالي 63 مليون دولار بينما حقق أرباحا تقدر بـ 184 مليون دولار.

## وصلات خارجية
- مقالات تستعمل روابط فنية بلا صلة مع ويكي بيانات